# Мінераграфія
Мінераграфія (англ. mineragraphy, нім. Mineragraphie f) – розділ мінералогії, що досліджує рудні мінерали. 
Основні завдання М.: діагностика і вивчення властивостей та складу мінералів, що складають різні типи руд родов. корисних копалин; вивчення взаємостосунків мінералів (структурно-текстурний аналіз, що характеризує особливості будови мінералів і руд). 
Методи вивчення властивостей включають: вимірювання відбивної здатності мінерала в діапазоні видимого ближнього УФ і ближнього ІЧ-спектрів (240-1100 нм) і побудову спектральних дисперсійних кривих, що характеризують забарвлення мінералів; вивчення дисперсії поглинання і заломлення, внутр. рефлексів, явища поляризації, вимірювання твердості та ін. фіз. властивостей. Мінераграфічні дослідження дозволяють визначати мінеральний склад руд, типоморфні особливості мінералів і мінеральних парагенезисів як для визначення генетичних типів родов., так і для різних етапів (стадій) їх формування. Ці дослідження застосовуються на всіх стадіях геол.-розвідувальних робіт при вивченні речовинного складу твердих к.к., їх збагачуваності і технол. властивостей руд і продуктів їх переробки. Інколи М. розуміють як метод дослідження руд у полірованих шліфах за допомогою рудного мікроскопа. 
Походження терміна. 
Від пізньолат. “minera” – рудник, рудна жила, руда і грецьк. “графо” – пишу.